# Simon II van Kartli
Simon II (Georgisch:სიმონ II) (ca. jaren 1610 - 1630 of 1631) was een Perzisch benoemde koning (khan) van het oostelijke koninkrijk Kartlië van 1619 tot 1630/31.
Hij was een zoon van Bagrat Khan, Simon was een Georgisch geïslamiseerde prins. Hij groeide op als een moslim in Isfahan, Perzië.
Toen zijn vader overleed in 1619, werd hij als koning ingesteld door Abbas I, de sjah van Perzië. Een Georgische edelman, die ook een bekeerling was, werd als regent en vizier benoemd omdat hij nog altijd minderjarig was. Net als bij zijn vader en grootvader strikte zijn macht niet verder dan de hoofdstad Tbilisi en Kvemo Kartli